# همپاری
با قضیه همپاری اشتباه نشود.

طبقه بندی انواع ایزومری‌ها در شیمی

همپارِش یا ایزومرسازی یا ایزومریزاسیون (به انگلیسی: Isomerization) ، فرایندی است که در آن یک مولکول به مولکول دیگری تبدیل می‌گردد، بی‌آنکه تغییری در تعداد و نوع اتم‌های آن پیش بیاید؛حال آنکه تنها آرایش اتم‌ها در آن عوض می‌شود.

## نمونه

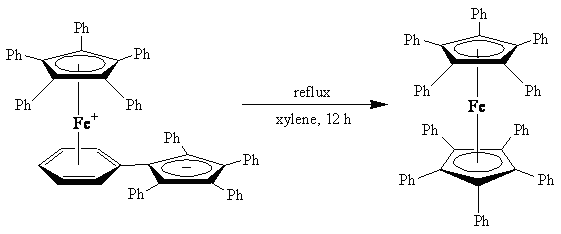

یک نمونه از ایزومریزاسیون شیمی آلی فلزی ، تشکیل دکافنیل فروسن ([(η5-C5Ph5)2Fe] ) از ایزومر پیوندی آن است  